# Édifice Wilson-Chambers
L'édifice Wilson-Chambers est un bâtiment patrimonial situé au coin de la rue McGill et de la rue Notre-Dame dans le Vieux-Montréal, au Québec. Il a été conçu par Richard C. Windeyer et construit de 1868 à 1869 par Charles Wilson. Il a été rénové en 1990 par Amis Nazar.
En raison de son architecture de style néo-gothique, ce qui est rare pour des bâtiments commerciaux au Canada, il a été désigné comme lieu historique national du Canada en 1990. Le bâtiment, haut de cinq étages, possède également des caractéristiques de style d'inspiration italienne et du style Second Empire. 